# Günther Steinbach
Günther Josef Friedrich Steinbach (* 28. September 1934 in Wien; † 28. April 2020) war ein österreichischer Beamter und Sachbuchautor.

## Leben
Nach seinem Studium der Rechtswissenschaften machte der Jurist Günther Steinbach im Sozialministerium Karriere. Zwischen 1982 und 1999 war er Sektionschef im Sozialressort, das in dieser Zeit von fünf SPÖ-Ministern geführt wurde. Als Leiter der Sektion Arbeitsmarktpolitik war er maßgeblich beteiligt an der Ausgliederung des damaligen Arbeitsamtes aus dem Ministerium hin zum Arbeitsmarktservice (AMS) mit Entwicklung zu einer modernen Dienstleistungsorganisation. Von 1994 bis 2010 war er Vorsitzender des AMS-Verwaltungsrates.
Er war auch als Sachbuchautor tätig; sein erstes Buch Schicksalstage Europas. 10 Ereignisse, die den Kontinent prägten erschien 2002. Gemeinsam mit Martin Haidinger schrieb er das Buch Unser Hitler. Die Österreicher und ihr Landsmann, welches 2009 herauskam.
Günther Steinbach, der 2020 im Alter von 85 Jahren verstorben ist, wurde am Neustifter Friedhof bestattet (Gr. F, Reihe 15, Nr. 6). Nach ihm ist die Günther Steinbach Akademie des Arbeitsmarktservice benannt.

## Schriften
- mit Franz Danimann: Arbeitsmarktförderungsgesetz. Mit ausführlichen Erläuterungen. Unter Mitarbeit von Erich Kovar u. a. (= Schriftenreihe des Österreichischen Gewerkschaftsbundes; Nr. 105.) Verlag des Österreichischen Gewerkschaftsbundes, Wien 1972, ISBN 3-7035-0118-9.
  - mit Franz Danimann und Stefan Potmesil: Arbeitsmarktförderungsgesetz. Mit einer zusammenfassenden Darstellung, Erläuterungen und einem Anhang. Ausgabe 2, neubearb. Aufl. zum Stand 1. Jänner 1986. (= Schriftenreihe des Österreichischen Gewerkschaftsbundes; Nr. 125.) Verlag des Österreichischen Gewerkschaftsbundes, Wien 1986, ISBN 3-7035-0288-6.
- mit Erich Neurath: Ausländerbeschäftigungsgesetz (AuslBG). Mit Erläuterungen. (= Schriftenreihe des Österreichischen Gewerkschaftsbundes; Nr. 125.) Verlag des Österreichischen Gewerkschaftsbundes, Wien 1976, ISBN 3-7035-0189-8.
- Schicksalstage Europas. 10 Ereignisse, die den Kontinent prägten. Ueberreuter, Wien 2002, ISBN 3-8000-3852-8.
  - Osudové dny Evropy. Deset událostí, které formovaly kontinent. Tschechisch, übersetzt von Ivana Vízdalová. Nakladat. Brána, Prag 2003, ISBN 80-7243-187-0.
  - Przełomowe dni Europy. 10 wydarzeń, które wpłyne̜ły na dzieje kontynentu. Polnisch, übersetzt von Kamila Solak und Janusz Solak. Dom Wydawn. Bellona, Warschau 2004, ISBN 83-11-09773-9.
  - Európa sorsfordító napjai. Ungarisch, übersetzt von Jakab Judit. General Press K., Budapest 2004, ISBN 963-9459-90-9.
- Deutschland: Europas unruhiges Herz. Die 10 wichtigsten Stationen unserer Geschichte. Ueberreuter, Wien 2003, ISBN 3-8000-3935-4.
- Kanzler, Krisen, Katastrophen. Die Erste Republik. Ueberreuter, Wien 2006, ISBN 3-8000-7174-6.
- mit Martin Haidinger: Unser Hitler. Die Österreicher und ihr Landsmann. Ecowin, Wals 2009, ISBN 3-902404-71-X.
- mit Martin Haidinger: Der Wiener Kongress. Jahrhundertspektakel zur Machtverteilung. Edition Steinbauer, Wien 2014, ISBN 978-3-902494-73-3.